# Луцій Пінарій Мамерцін (військовий трибун з консульською владою)
Луцій Пінарій Мамерцін (лат. Lucius Pinarius Mamercinus; ? — після 432 до н. е.) — політичний та військовий діяч часів ранньої Римської республіки, військовий трибун з консульською владою (консулярний трибун) 432 року до н. е.

## Життєпис
Походив з патриціанського роду Пінаріїв. Син Луція Пінарія Мамерціна Руфа, консула 472 року до н. е. Про початок кар'єри відсутні відомості. 
У 432 році його обрано військовим трибуном з консульською владою разом з Луцієм Фурієм Медулліном та Спурієм Постумієм Альбіном Регілленом.
Разом з колегою спочатку займався ліквідацією наслідків мору невідомої хвороби 433 року до н. е. Також опікувався доправлянням зерна з Лаціума та Кампанії. При цьому намагалися відвести напади з боки етрусків, вольсків та еквів, оскільки політично та військово Рим ще був послаблений. Водночас з іншими консулярними трибунами намагався протидіяти народним трибунам, що домагалися допуску плебеїв до вищих посад. Зрештою Пінарій, Постумій та Фурій не змогли завадити прийняттю закону, що знищував корупційну складову й надавав можливість плебеям обіймати посаду військового трибуна з консульською владою. Тоді у сенаті було проведено рішення щодо обрання консулів на наступний рік. Подальша доля невідома.